# Julius Goldfeld
Julius Goldfeld (* 24. März 1860 in Hamburg; † 14. Juni 1937 ebenda) war ein deutscher Jurist und Politiker.

## Leben und Beruf
Nach dem Studium der Rechtswissenschaften und der Promotion zum Doktor der Rechte an der Universität zu Berlin ließ sich Goldfeld, der jüdischen Glaubens war, 1884 in seiner Heimatstadt Hamburg als Rechtsanwalt nieder. Er betrieb mit Dr. G. Lang eine zivilrechtlich ausgerichtete Sozietät im Jungfrauenthal in Harvestehude. Da er bereits vor 1914 zur Rechtsanwaltschaft zugelassen worden war, konnte Goldfeld seinen Beruf auch nach der Machtübernahme der Nationalsozialisten weiter ausüben. Das vollständige Berufsverbot für jüdische Rechtsanwälte zum 30. November 1938 hat er nicht mehr erlebt.

## Partei
1919 beteiligte sich Goldfeld, der im Kaiserreich trotz politischer Betätigung keiner Partei angehört hatte, an der Gründung der Deutschen Volkspartei.

## Abgeordneter
Von 1910 bis 1919 gehörte Goldfeld der Hamburgischen Bürgerschaft an. Er war bei den Grundeigentümerwahlen gewählt worden und schloss sich der Fraktion der Linken an.

## Veröffentlichungen
- Ueber den Versuch mit untauglichen Mitteln und an untauglichen Objecten unter Berücksichtigung der relativen Strafbarkeit des Versuchs im Allgemeinen, Bernstein, Berlin 1882.
- Ueber das hamburgische eheliche Güterrecht. Nebst einem Anhang enthaltend den Wortlaut der wichtigsten auf dasselbe bezüglichen hamburgischen Gesetze, Richter, Hamburg 1888.
- Streitfragen aus dem deutschen Erbrecht. 1. Über den Erwerb der Erbschaft und die Rechtsstellung des Erben, insbesondere nach hamburgischem Recht. 2. Über Testamentsvollstrecker nach gemeinem und hamburgischem Recht, sowie nach dem Entwurf des deutschen Bürgerlichen Gesetzbuches, Meissner, Hamburg 1893.
- Abänderungen des Hamburger ehelichen Güterrechts hinsichtlich der am 1. Januar 1900 bestehenden Ehen, Meissner, Hamburg 1898.